# Поляков, Василий Фёдорович
Васи́лий Фёдорович Поляко́в (1837—1894) — горный инженер, горный начальник Олонецких заводов. Действительный статский советник.

## Биография
Уроженец Санкт-Петербургской губернии.
Окончил в 1855 году Институт корпуса горных инженеров с награждением малой золотой медалью и производством в чин поручика и был направлен в Олонецкий горный округ.
Занимался разведкой коренных месторождений железных руд Олонецкой губернии под руководством горного инженера А. Г. Влангали.
В 1856 году назначен смотрителем заводских производств и цехов Александровского завода, участвовал также в разведке приисков медных руд под начальством генерал-майора Гельмерсена в Повенецком уезде Олонецкой губернии , в разведочной партии в Финляндии для Суоярвского завода (1856).
С 1860 года — управитель Салминского имения Олонецкого горного округа (находилось в Великом Княжестве Финляндском).
В 1862 году командирован в Швецию и Англию для изучения выплавки стали по способу Бессемера.
С 1863 года — управитель Суоярвского завода Олонецкого горного округа.
С 1866 года — помощник горного начальника Олонецких заводов (в г. Петрозаводске).
С 1868 по 1871 годы состоял на золотых промыслах красноярского купца Сидорова.
С 1871 года откомандирован в распоряжение камер-юнкера И. П. Балашова на железоделательный завод в Новгородской губернии.
С 1874 по 1883 годы на Симских заводах Балашовых, управляющий заводами Симского горного округа, сделал вклад в дело усовершенствования металлургического производства.
С мая 1883 года — чиновник для особых поручений при Горном департаменте, а также представитель Министерства государственных имуществ в Комиссии по применению правил об ответственности железных дорог за вред и убытки, причиненные несчастными происшествиями.
На этой должности ревизовал Луганский завод, переданный Военному министерству, и Олонецкие заводы.
В 1885 году — председатель особой экспедиции для исследования положения казенных горных заводов на Урале (по итогам её деятельности издано три тома трудов).
С 1888 года — горный начальник Олонецких заводов.
При нём убыточный Александровский завод в первый год управления принес 27000 руб. прибыли, во второй — 50000 руб. прибыли.
В 1888—1892 годах — действительный член Петрозаводского благотворительного общества, Олонецкого местного управления Российского общества Красного Креста.
С ноября 1892 года — в отставке.

## Награды
- Орден Святого Владимира 3 степени
- Орден Святого Владимира 4 степени
- Орден Святой Анны 2 степени
- Орден Святого Станислава 2 степени
- Орден Святого Станислава 3 степени
- Медаль в память войны 1853—1856 гг. Список должностным лицам гражданского, военного и других ведомств Олонецкой губернии: 1-го января 1892 года. — Петрозаводск : Губерн.тип., 1892.- л. 30.

## Сочинения
- Поляков В.Ф. Очерк Олонецких горных заводов в историческом, геогностическом и статистическом отношениях // Памятная книжка Олонецкой губернии на 1860 год. Петрозаводск, 1860. С. 155-215.